# Успенский собор (Егорьевск)
Собор Успения Пресвятой Богородицы или Белый собор — утраченный православный храм в городе Егорьевске, построенный в стиле ампир.

## История строительства
Собор был заложен в 1826 году преосвященным Филаретом, в проезде его на коронование Императора Николая I в Москву. Успенский или Белый собор, стоявший на центральной площади города, был построен в стиле ампир по проекту архитектора О. И. Бове в 1830—1839 гг. на пожертвования купцов А. Е. Щекина, Х. С. Щедрина, Н. А. Лежнева и других. Собор поражал своей величиной и выдержанностью стиля.
Представлял собой крупный четырёхстолпный пятикупольный храм с боковыми портиками и многоярусной колокольней. Приделы Никольский, Георгиевский и Алексеевский. Длина его составляла 95 аршин, а ширина 42 аршина, высота колокольни 40 метров. Был освящён 10 и 11 сентября 1839 года. Вмещал более 5000 человек, а когда его строили, в городе было 3000 жителей и два каменных дома.
На средства фабрикантов Хлудовых в середине XIX в. собор был украшен прекрасной живописью, приобретены колокола, самый большой весил 612 пудов. Много для собора сделал Н. М. Бардыгин, который с 1881 г. и до самой смерти был церковным старостой.
С 1913 по 1933 год настоятелем собора являлся Священномученик протоиерей Андрей Егорьевский (Ясенев).

## Советский период
В 1928 году в Исполком Совета депутатов от «группы лучших рабочих г. Егорьевска» поступило предложение закрыть Успенский собор и Троицкий храм города и превратить их в центры культуры и просвещения. С 1929 года, в течение пяти лет шла переписка о судьбе собора и, наконец, Президиум Всероссийского Исполнительного Комитета Советов рабочих, крестьянских и красноармейских депутатов 10 сентября 1933 года вынес решение: «Так называемый собор ликвидировать». В 6 часов утра 17 апреля 1935 года в городе вместо благовеста прогремели взрывы. Был взорван главный, больше века простоявший Успенский (Белый) собор, как якобы мешавший прямому уличному движению. На месте собора был разбит сквер.

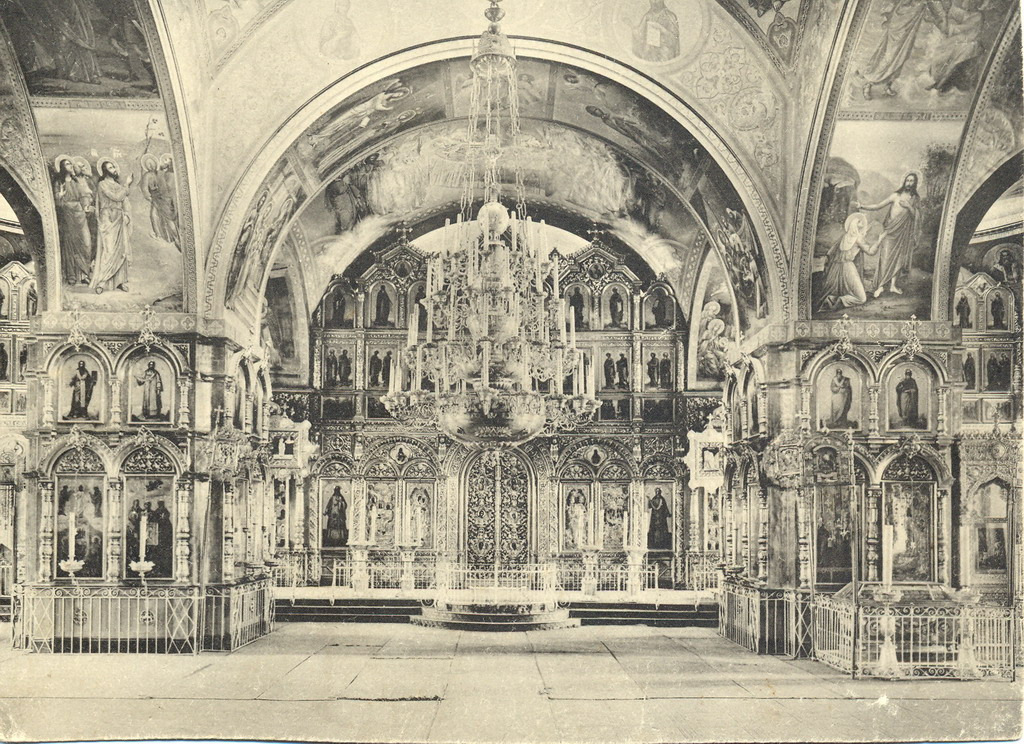
Интерьер Успенского собора
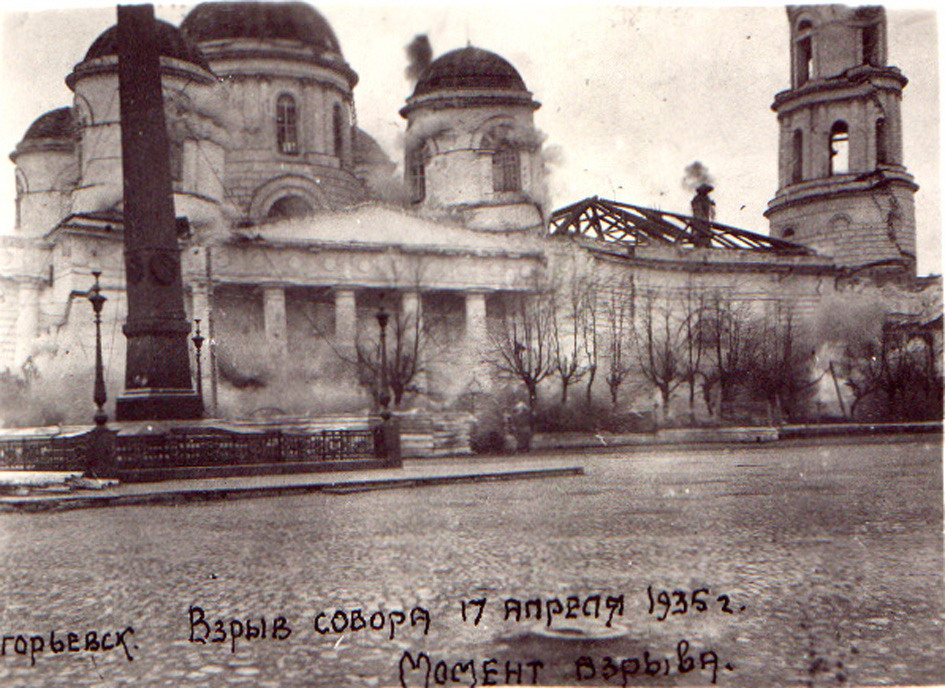
Взрыв собора 17 апреля 1935 года

## Расположение

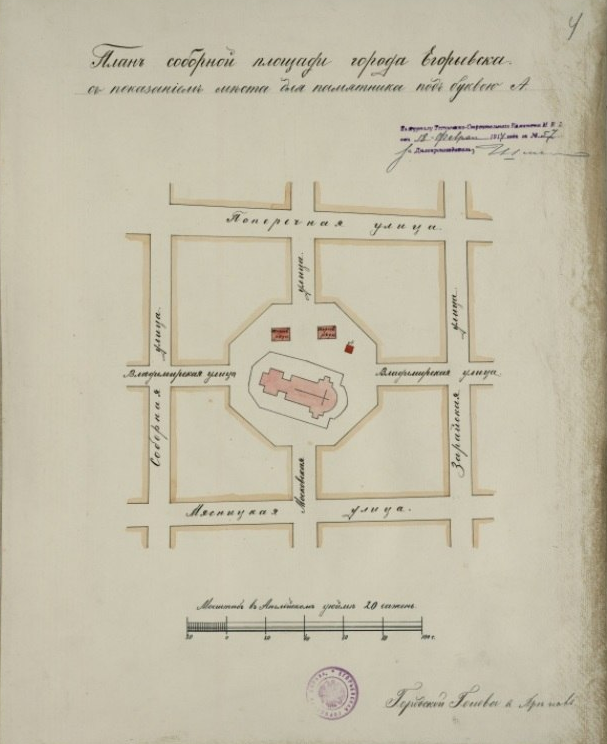
Расположение Успенского собора на плане города Егорьевска  начала XX века